# Arbeitsgericht Magdeburg

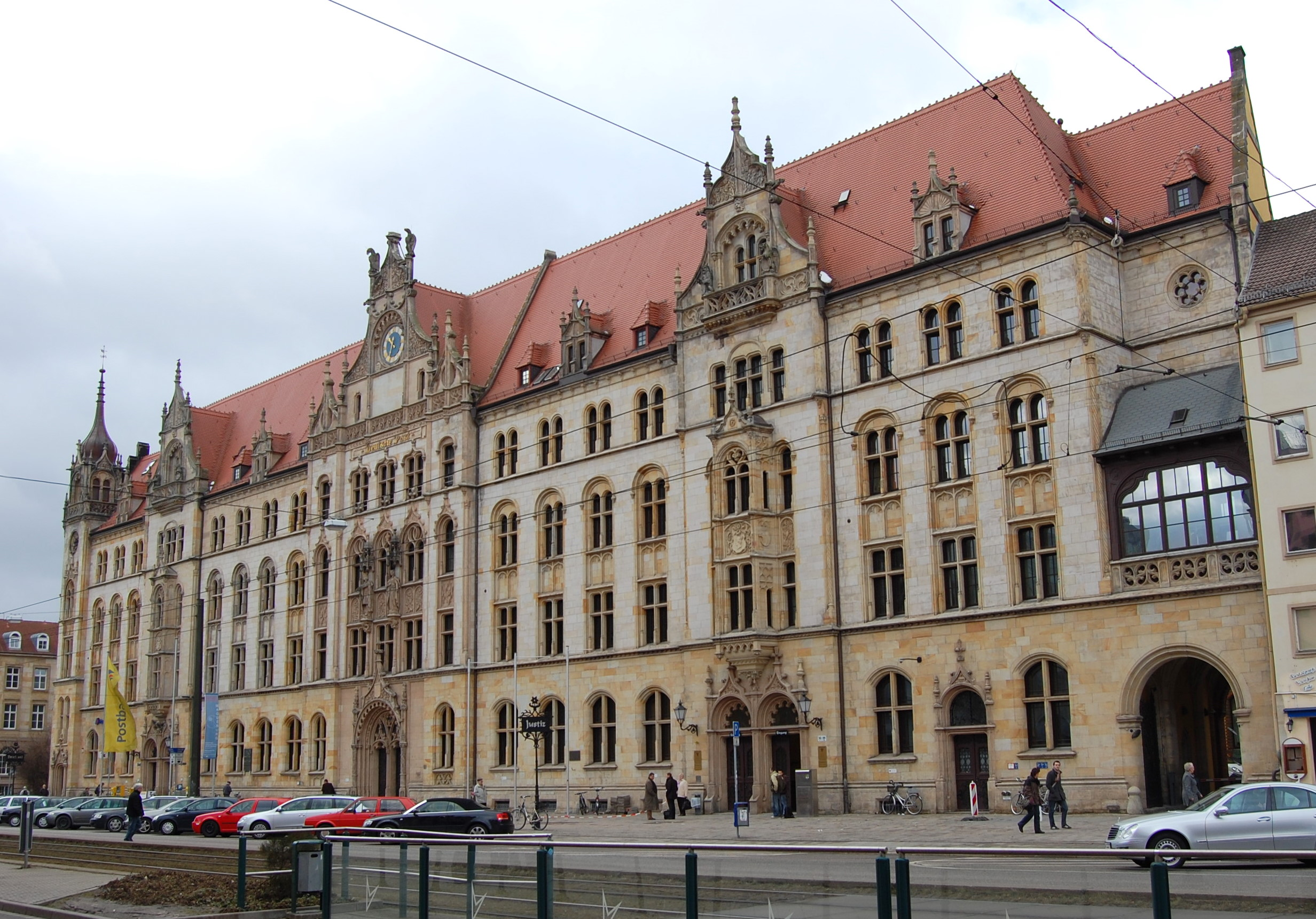
Justizzentrum Eike von Repgow

Das Arbeitsgericht Magdeburg, ein Gericht der Arbeitsgerichtsbarkeit, ist eines der vier sachsen-anhaltischen Arbeitsgerichte.

## Gerichtssitz und -bezirk
Das Gericht hat seinen Sitz in Magdeburg im Justizzentrum Eike von Repgow im Breiten Weg 203-206. Es hält Gerichtstage in Halberstadt ab.
Das Arbeitsgericht Magdeburg ist örtlich für Rechtsstreitigkeiten aus der Stadt Magdeburg, dem Landkreis Börde, dem Landkreis Harz und dem Salzlandkreis zuständig. Die sachliche Zuständigkeit ergibt sich aus dem Arbeitsgerichtsgesetz.

## Übergeordnete Gerichte
Dem Arbeitsgericht Magdeburg sind das Landesarbeitsgericht Sachsen-Anhalt und im weiteren Rechtszug das Bundesarbeitsgericht übergeordnet.

## Geschichte
Gemäß Arbeitsgerichtsgesetz vom 23. Dezember 1926 wurden in Deutschland Arbeitsgerichte gebildet. Diese waren nur in der ersten Instanz organisatorisch selbstständige Gerichte, die Landesarbeitsgerichte waren den Landgerichten zugeordnet. Am Landgericht Magdeburg entstand so 1927 das Landesarbeitsgericht Magdeburg als eines von vier Landesarbeitsgerichten im Bezirk des Oberlandesgerichts Naumburg. In Magdeburg entstand das Arbeitsgericht Magdeburg. Sein Sprengel umfasste die Bezirke der Amtsgerichte Gommern, Loburg, Magdeburg, Seehausen, Wanzleben und Wolmirstedt. Es bestanden zwei Kammern für Arbeiter, jeweils eine Kamme für Angestellte und für Handwerk und eine Kammer für die Mitarbeiter der Eisenbahndirektion Magdeburg.
Nach der Besetzung Deutschlands durch die Alliierten wurden 1945 zunächst alle Gerichte geschlossen. Die ordentlichen Gerichte wurden schon bald wieder eröffnet, während die Arbeitsgerichte zunächst nicht wieder eingerichtet wurden, so dass arbeitsgerichtliche Streitigkeiten von den ordentlichen Gerichten erledigt werden mussten. Gemäß Kontrollratsgesetz 21 sollten in Deutschland Arbeitsgerichte aufgebaut werden. In Magdeburg wurde das Arbeitsgericht neu gebildet. In der DDR bestanden 1952 bis 1963 Arbeitsgerichte auf Kreis- und Bezirksebene. Nachdem diese 1963 in die Kreis- und Bezirksgerichte integriert worden waren, gab es keine gesonderten Arbeitsgerichte mehr.
Nach der Wende wurden in Sachsen-Anhalt mit dem Gesetz über die Gerichte für Arbeitssachen vom 23. August 1991 wieder Arbeitsgerichte gebildet. Dabei wurde das Arbeitsgericht Magdeburg wieder neu gebildet.